# اسنابر

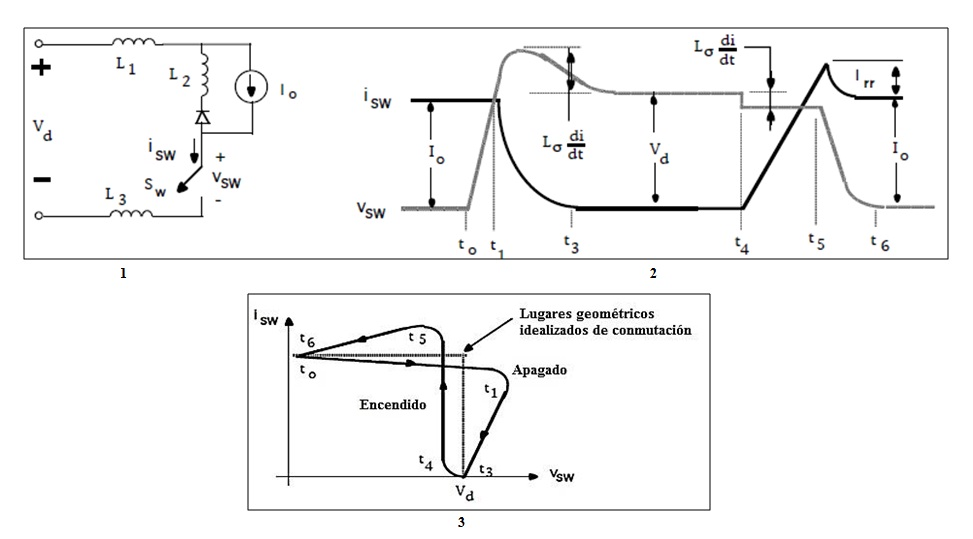
مکانیسم کار اسنابر

اسنابر (انگلیسی: Snubber) دستگاهی است که برای کاهش حالت گذرای الکتریکی سیستم استفاده می‌شود. این مدار جهت حفاظت مدارهای الکترونیکی در مقابل تغییرات ولتاژ نسبت به زمان استفاده می‌شود.
اسنابر عموماً در مدارهای با بار القای الکترومغناطیسی بکار گرفته می‌شود.